# Mike Clelland
Mike Clleland – amerykański ilustrator, autor komiksów
Mike Clleland  nigdy nie chodził do szkoły plastycznej, jednak uczył się rysunku, pilnie studiując czasopismo Mad. Wychowywał się na płaskich równinach Michigan, potem spędził 10 lat w  Nowym Jorku jako yuppie.
Zima roku 1987, którą spędził w Wyoming jako narciarski włóczęga okazała się dla niego momentem przełomowym. Po okresie spędzonym w  Górach Skalistych nie wyobrażał sobie powrotu do dawnego życia  w wielkim mieście. Obecnie mieszka w górskiej chacie w Idaho, gdzie dzieli swój czas pomiędzy pracę ilustratora i instruktora szkoły NOLS (National Outdoor Leadership School).

## Wybrane publikacje
- Sztuka zimowej wędrówki, czyli jak przemieszczać się na nartach i biwakować w śniegu, (ang.  Allen and Mike’s Really Cool Backcountry Ski Book, Revised and Even Better!), Autor: Allen O’Bannon, Rysunki: Mike Clelland, Wydawnictwo Sklep Podróżnika, 2010, wydanie I, ISBN 978-83-7136-062-6
- Sztuka telemarku – 123 zachwycające rady, jak doskonalić jazdę telemarkiem, (ang. Allen and Mike’s Really Cool Telemark Tips, Revised and Even Better!), Autor: Allen O’Bannon, Rysunki: Mike Clelland, Wydawnictwo Sklep Podróżnika, 2010, wydanie I, ISBN 978-83-7136-061-9
- Sztuka pokonywania lodowców i ratowania ze szczelin, (ang. Glacier Mountaineering – An Illustrated Guide to Glacier Travel and Crevasse Rescue), Autor: Andy Tyson, Rysunki: Mike Clelland, Wydawnictwo Sklep Podróżnika, 2011, wydanie I, ISBN 978-83-7136-075-6
- Sztuka wędrowania z plecakiem, czyli jak podróżować z plecakiem i biwakować w terenie, (ang. Allen & Mike’s really cool Backpackin’ book. Traveling & camping skills for a wilderness environment!), Autor: Allen O’Bannon, Rysunki: Mike Clelland, Wydawnictwo Sklep Podróżnika, 2012, wydanie I, ISBN 978-83-7136-072-5